# Château de Bidestroff
Le château de Bidestroff est un édifice situé dans la commune française de Bidestroff, en Moselle.

## Histoire
Il a été construit en 1569 au seigneur François de Theuilly. Durant la Révolution, il est acheté par Antoine Schneider, maire de Dieuze, notaire royal et membre du conseil général de la Meurthe[réf. souhaitée]. Son fils Eugène Schneider y naît en 1805.
Les façades et les toitures du château ainsi que le pigeonnier sont inscrits au titre des monuments historiques par arrêté du 6 juillet 1990.

## Description
Il comporte deux tours circulaires et élancées dont les canonnières de défense ornent la base[réf. souhaitée].